# Night Driver
Night Driver är ett arkadspel av Atari Inc, lanserat i oktober 1976. Det var det ursprungliga förstapersonsracingspelet.
Spelaren styr en bil längs en väg om natten, och skall undvika att köra av vägen. Arkadspelstekniken var vid tiden begränsad, och bilen ingår inte i spelet, utan är ditklistrad och lagd under skärmen.
Efter framgångar i arkadhallarna överförde Rob Fulop spelet till Atari 2600, och Commodore 64. Commodore 64-versionen kallades Night Drive.
2007 släppte Karoshi Corporation en version av spelet till MSX.